# Lázaro Veloso Corte-Real
Lázaro Veloso Corte-Real (Lagos, 30 de Janeiro de 1897) - (Amadora, 24 de Agosto de 1993), foi um professor, vereador e pintor português.

## Biografia
Nasceu na freguesia de Santa Maria, filho de Francisco Almeida Corte-Real e de Maria Clementina Leotte.
Tirou os cursos Especial de Pintura da Escola de Belas-Artes de Lisboa, Complementar de Ciências, Complementar de Letras e de História Geral da Civilização.
Foi professor na Escola Industrial Vitorino Damásio, em Lagos, na Escola Industrial e Comercial Veiga Beirão, em Lisboa, e nas Escolas Industriais e Comerciais de Lagos, Beja, Funchal e Faro. Desempenhou igualmente os cargos de director na Escola Industrial Vitorino Damásio, secretário da Escola Industrial e Comercial de Beja, e encarregado da direcção e director da Escola Industrial e Comercial de Lagos.
Também foi procurador ao Conselho Geral dos Grémios da Lavoura de Lagos, Aljezur e Vila do Bispo, vereador da Câmara Municipal de Lagos e presidente da Comissão de Turismo de Lagos.
Como pintor, deixou vários quadros, especialmente retratos e paisagens.

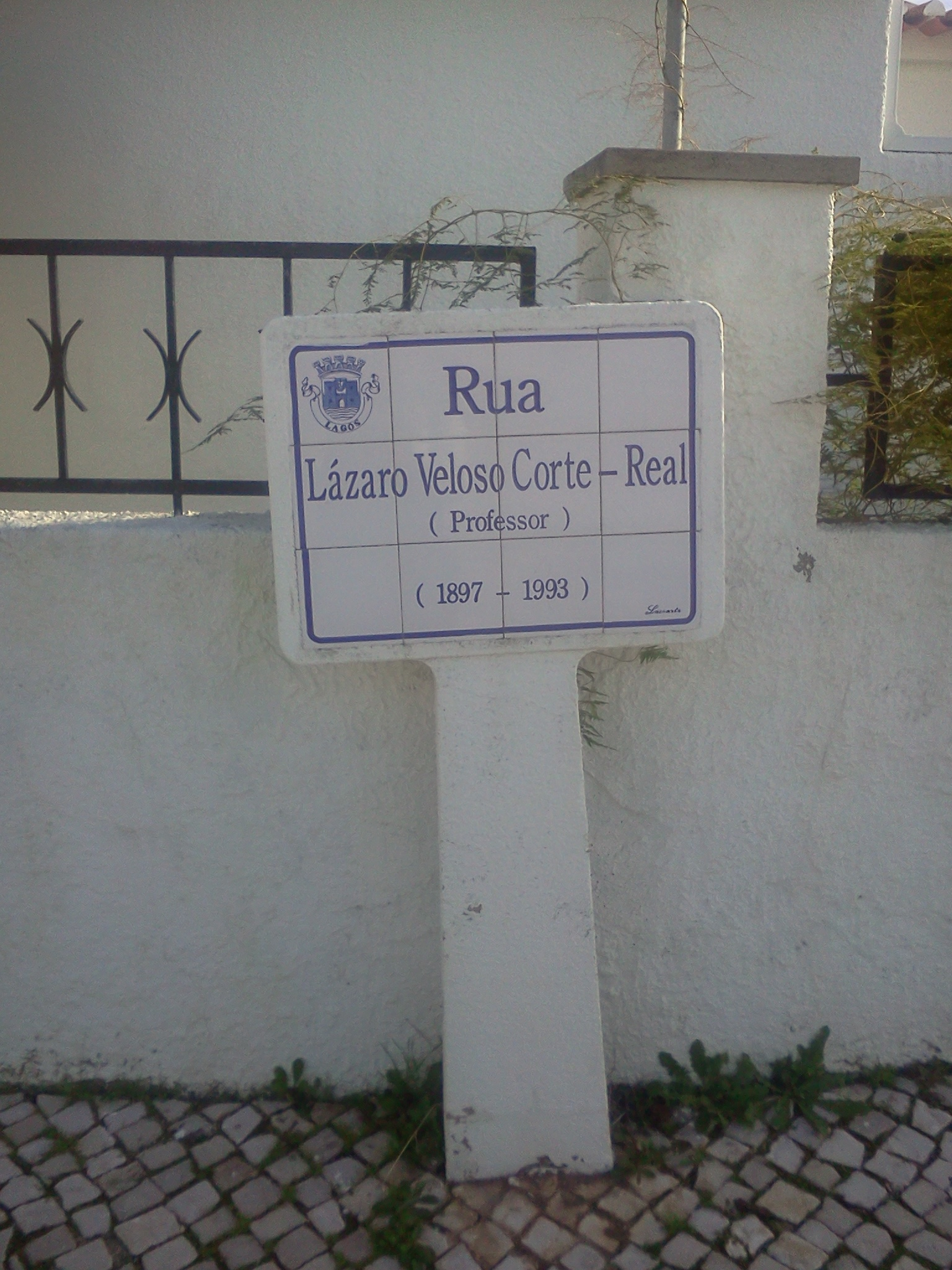
Placa toponímica da Rua Lázaro Veloso Corte-Real, na cidade de Lagos.

## Homenagens
O nome de Lázaro Veloso Corte-Real foi colocado numa rua na cidade de Lagos.